# Metironeus
Metironeus is een kevergeslacht uit de familie van de boktorren (Cerambycidae). De wetenschappelijke naam van het geslacht werd voor het eerst geldig gepubliceerd in 1991 door Chemsak.

## Soorten
Metironeus omvat de volgende soorten:
- Metironeus hesperus Chemsak, 1991
- Metironeus hovorei Chemsak, 1991